# Gonomyia platymeroides
Gonomyia platymeroides là một loài ruồi trong họ Limoniidae. Chúng phân bố ở vùng Tân nhiệt đới.